# رالف فودی
رالف فودی (انگلیسی: Ralph Foody؛ ۱۳ نوامبر ۱۹۲۸ – ۲۱ نوامبر ۱۹۹۹) یک هنرپیشه اهل ایالات متحده آمریکا بود.
از فیلم‌ها یا برنامه‌های تلویزیونی که وی در آن نقش داشته است می‌توان به تنها در خانه و میکی وان اشاره کرد.